# 男はつらいよ 望郷篇
『男はつらいよ 望郷篇』（おとこはつらいよ ぼうきょうへん）は、1970年8月26日に公開された日本映画。『男はつらいよ』シリーズの5作目。

## 概要
当初は本作でシリーズを完結させる予定で、テレビドラマでさくら役を演じた長山藍子がマドンナとして、団子屋のおばちゃん役を演じた杉山とく子がマドンナの母役、博（博士）役を演じた井川比佐志が恋敵を演じるなど、作品を締めくくるため以前のキャストを総動員させたが、前作から観客動員が5割増しとなったこともあってシリーズは延長されることになった。また、本作との同時上映は『なにがなんでも為五郎』。
源公は御前様にクビを言い渡され、本作では柴又のシーンには出演していない。
なお、テレビで本作を放送をする際は、朝日印刷のシーンでタコ社長が発したセリフの一部に問題があったため（「あの人は近所の不良でキチガイだからね」）、その部分のみ音声を加工して放送している（この手の対応でよくある無音カットではなく、セリフを切り貼りするなどして不自然さを無くす方法をとっている）。

## あらすじ
寅次郎がおいちゃんが死ぬ夢を見てハッと飛び起きるシーンから始まる。
そんな夢を見たこともあって、おいちゃんの健康を心配しながら上野駅に戻ってきたところ、少し寅次郎をからかってやろうというとらや一家の冗談を真に受けておいちゃんが危篤だと思い込み、柴又への帰り道で葬式の準備を万端整えてしまう。柴又中の笑いものになって、とらやでは一騒動。出て行こうとする寅次郎は、さくらに止められて事なきを得たが、翌日朝日印刷に遊びに行って、真面目な労働を揶揄する言葉を吐く。そんな折、舎弟の登が上京して、北海道で寅次郎がかつて世話になった極道者の竜岡正吉（たつおかまさきち）が危篤状態にあると言う。恩返しに正吉を看取り、葬式一切を取り仕切ろうと思う寅次郎だが、登とともに北海道に渡るための金策をしようとしたところ、誰も貸してくれない。最後に頼ったさくらは、金のことや労働に対する考えのことで懇々と寅次郎を諭し、５年、10年経って後悔しない人生を送るように言って、なけなしの金を貸してくれた。
北海道に着いた寅次郎は、かつての羽振りからは想像できない大部屋の病室で、子分一人に世話されるだけの正吉に愕然とする。虫の息の正吉に、私生児として儲けた息子に「一度会いてぇ」と頼まれた寅次郎は、蒸気機関車の機関助手をしている息子・石田澄雄(松山省二)を探し出す。息子は汗水垂らし油にまみれて釜に石炭をくべる堅気で、血の通った人間であったが、寅次郎の必死の頼みにも、女性に暴力を振るっていた、そして母親の死にも優しさを見せてくれなかった父親には会いたくないと断る。正吉は亡くなり、極道者の悲しい末路を目にした寅次郎は、その姿に自らの行く末をダブらせ、暗澹とした気持ちになる。
「心を入れ替えて堅気になろう」と一大決心した寅次郎は、故郷に帰り心から堅気になれと登を突き放し、自らも柴又へ帰る。とらやや近隣の人たちに地道に暮らすと宣言し、汗水垂らして油にまみれて働く場所を求めるが、朝日印刷を始め、柴又界隈では断られてしまう。失意の寅次郎は失踪してしまい、さくらたちをやきもきさせるが、数日後寅次郎からさくらのもとへ油揚げが大量に届く。浦安町(現浦安市)の豆腐屋・三七十（みなと）屋に住み込みで働き始めたのだ。
様子を見に行ったさくらは、汗水垂らして油にまみれて豆腐屋の仕事をする寅次郎を見てうれしく思うが、三七十屋の娘・節子（長山藍子）の存在が気に掛かる。地道に暮らすという寅次郎に対し、「考えることも地道にね。あんまり飛躍しちゃダメよ」と釘を刺して別れる。
さくらの心配通り、近所の美容院で働く節子は若々しく明朗快活であり、またしても寅次郎は恋の虜になっていた。ある日、近所に住む国鉄の機関士・木村（井川比佐志）が節子のところを訪れ、その夜節子は母・富子（杉山とく子）と喧嘩になる。その喧嘩の直後、節子は寅次郎のいる部屋を訪ね、「もしできたら、ずっとうちの店にいてもらえないかしら」と思わせぶりな顔で頼み込む。寅次郎は、その言葉をプロポーズと思い込み、照れながらも承諾する。しかし、「寅さんがずっといてくれるお祝い」の席上、三七十屋を訪れた木村に節子と結婚すると告げられる。木村が転勤で地方に行き、節子と結婚して連れて行きたいので、一人残る富子のために寅次郎にずっと三七十屋にいてほしかったのだ。
その場は必死に取り繕った寅次郎だが、翌朝、源公に仕事を任せて、三七十屋を去る。さくらが予期していたように、節子の存在が寅次郎の労働意欲の源であり、それが失われれば働く意義がなくなってしまったのである。寅次郎は「顔で笑って心で泣いて」とらやに戻ってくるが、すぐに去る。去り際、「やっぱり地道な暮らしは無理だったよ」とさくらに言いつつも、「今度だけは地道に暮らせると思ってたよ。本気でよ」と悔し涙を流すのであった。
旅先の北海道の海岸で、寅次郎は登と再会する。やくざ風の挨拶で、お互い堅気になれない状況を笑い合い、「徐々に変わるんだよ。いっぺんに変わったら身体に悪いじゃねーか」と冗談めかすのであった。

## スタッフ
- 監督：山田洋次
- 脚本：山田洋次、宮崎晃
- 音楽：山本直純

## 配役
- 車寅次郎：渥美清
- さくら：倍賞千恵子
- 三浦節子：長山藍子（富子の娘）
- 木村剛：井川比佐志（節子の恋人。ディーゼル機関車の機関士。高崎機関区への転勤が決まる）
- 諏訪博：前田吟
- 川又登：津坂匡章
- 石田澄雄：松山省二（正吉親分の息子。小樽の国鉄で、蒸気機関車D5127の機関士をしている）
- 車つね：三崎千恵子
- 桂梅太郎：太宰久雄（朝日印刷社長）
- 三浦富子：杉山とく子（浦安で豆腐屋「三七十屋」を営む。娘節子と2人で暮らす）
- 源公：佐藤蛾次郎
- 札幌の正吉親分：木田三千雄（竜岡正吉。病床でひと目息子に会いたいと寅に訴える）
- 正吉親分の子分：谷村昌彦（病院で正吉に付き添い、最期を看取る）
- ご近所さん：大塚君代
- 旅館の女中：谷よしの（冒頭、寅の夢のシーンのあと、うたた寝している寅を起こす）
- 光映子
- 山田百合子
- 高木礼美子
- 二宮順一
- 天ぷら屋：山本幸栄
- 印刷工：石井愃一
- 菊の湯主人：大杉侃二郎
- 印刷工：市山達己
- 尾和義三郎
- 参道の主人：高木信夫
- 高杉和宏
- 樫明男
- 印刷工：みずの皓作
- 御前さま：笠智衆
- おじちゃん（車竜造）：森川信
- とらやの店員・友ちゃん：脇山邦子（ノンクレジット）
- 諏訪満男：中村はやと（ノンクレジット）

## ロケ地
佐藤2019、p.615より
- 東京都葛飾区柴又
- 北海道札幌市中央区(病院)、小樽市花園(築港機関区等)、同市朝里(登と再会)、余市郡仁木町(銀山駅)、岩内郡共和町(小沢駅、末次旅館)
- 神奈川県藤沢市(浦安として撮影)
- 千葉県浦安市(堀江フラワー通り、説江山正福寺)
- 千葉県浦安市堀江・清瀧神社（寅が源公と出会う）

## 記録
- 観客動員：72万7000人[1]
- 配給収入：1億8000万円[1]
- キネマ旬報ベスト・テン　昭和45年　日本映画部門　第8位

## 受賞
- 第25回毎日映画コンクール
  - 脚本賞／山田洋次、宮崎晃
  - 主演女優賞／倍賞千恵子
- 第44回キネマ旬報ベスト・テン
  - 日本映画第8位
  - 脚本賞／山田洋次、宮崎晃
  - 主演女優賞／倍賞千恵子
- シナリオ作家協会シナリオ賞／山田洋次、宮崎晃